# Legio XXX (Cesare)
La Legio XXX è una delle cinque legioni creata da Gaio Giulio Cesare tra il 49 e il 48 a.C., insieme alle Legio XXV, XXVII, XXVIII e XXIX, arruolate tra i cittadini italici. Una tra queste cinque legioni è nota nelle fonti come Legio Martia.
La Legio Martia era formata interamente da cittadini Marsi che erano considerati valorosi e tenaci guerrieri.
Lo studioso britannico Lawrence Keppie ritiene peraltro, pur non escludendo altre ipotesi, che non la XXX ma la XXV legione potrebbe essere identificata con la Legio Martia.
La XXX legione si trovava in Spagna sotto il comando di Quinto Cassio Longino subito dopo lo scoppio della guerra civile, e poi fino alla morte di Giulio Cesare; in seguito fece parte del corpo di spedizione trasferito in Grecia da Marco Antonio e Cesare Ottaviano per combattere contro i cesaricidi e quindi dovrebbe aver partecipato alla battaglia di Filippi che si concluse con la decisiva vittoria dei triumviri.